# 阪本純太郎
阪本 純太郎（さかもと じゅんたろう、1976年4月12日 - ）は、日本の実業家、政治団体代表。

## 略歴
神奈川県伊勢原市出身。
伊勢原生まれ伊勢原育ち。神奈川県立横浜平沼高等学校を卒業後、地元の産業能率大学に進学（中退）。実家であるとんかつ店「とんかつ麻釉」の2代目として家業を継ぐため、ファミリーレストランやホテルでの勤務、また自身でとんかつ店を開業することで経営について研鑽を重ねる。
自身で開業した店舗や2代目として継いだ「とんかつ麻釉」では、社員教育、地元に還元する考え方などユニークな経営手法から、テレビの情報番組などでも取り上げられている。
2023年に伊勢原駅北口の空き店舗で地域活性化の一環として音楽カフェバーをオープンさせた。

## 地域活動
2017年に市の経済発展を目指してNPO法人イセハライクを立ち上げた。 団体名の「イセハライク」には、「イセハ ライク」(伊勢原が好き)と「イセハラ イク」(伊勢原に行く)の思いが込められている。
主な活動としては「出店者同士の商業力を上げるコミュニティと市民が楽しめる場を提供したい」というコンセプトのもと、2018年7月より伊勢原市総合運動公園で「イセハライチ」を毎月開催。飲食や物販などのブースが並ぶほか、音楽ライブや地域団体の発表なども行われ、毎回約2000人が訪れている。

## 伊勢原市長選出馬表明
2024年9月30日の任期満了に伴う伊勢原市長選に、無所属で立候補する意向を正式に表明した。同市長選での出馬表明は当人が初。1月に行われた会見では「昨年12月の時点で誰も市長選に手を挙げていなかったので、自ら手を挙げた」と出馬理由を明かし、「伊勢原の過去30〜40年間、公共施設の新設がほぼなかった。市民からは『伊勢原はお金がないから』と諦めの声を聞く。市民が夢や希望が持てるポジティブな街にしたい」と財政の見直しに意欲を見せた。
また、政治団体「Positive City Creators」を立ち上げ、市民と意見交換会を行なっている。

## リンク
- 阪本純太郎オフィシャルサイト
- 阪本純太郎 (@iseharaiku) - X（旧Twitter）
- 「Positive City Creators」オフィシャルサイト